# Повіт Хасіма
Пові́т Хасі́ма (яп. 羽島郡, はしまぐん, МФА: [haɕima guɴ]) — повіт в префектурі Ґіфу, Японія.